# Matthias Zelic
Matthias Zelic (* 29. Juni 1956 in Marl) ist ein deutscher Schauspieler.

## Filme
Zelic spielte 2001 den Helfer Alfons in Der Tunnel, 2006 den Professor Hippelstiel in Beutolomäus und der geheime Weihnachtswunsch.